# Grov rävsvansmossa
Grov rävsvansmossa, (Thamnobryum subserratum) är en mattbildande grön bladmossart som beskrevs av Noguchi och Iwatsuki 1972 [1973. Thamnobryum subserratum ingår i släktet rävsvansmossor, och familjen Neckeraceae. Inga underarter finns listade i Catalogue of Life. Arten har framför allt en sydostasiatisk utbredning och är inte känd från övriga Norden, men är påträffad i Lettland och Österrike.
Dess förekomst i Sverige dokumenterades 2013.  Grov rävsvansmossa har återfunnits i Sverige på tre fyndorter i Eksjö-Vimmerbyområdet samt på en plats i Boråstrakten. Kunskaperna om grov rävsvansmossas förekomst i Sverige är begränsade och osäkra men den bedöms som starkt hotad i rödlisteklacificeringen. De växtplatser som påträffats i Sverige har utgjorts av fuktiga stenblock invid skogsbäckar där mossan funnits just ovan vattenlinjen.

## Kännetecken
Grov rävsvansmossa är den största av rävsvansmossorna i Sverige och liknar rävsvansmossan men är samkönad och har grövre grenar och relativt stora ovala stamblad. Den bildar lösa mörkgröna mattor på stenar i skuggiga och fuktiga miljöer. Mattorna består av krypande primärstammar med upprätta sekundärskott som är 3–7 centimeter höga och trädlikt förgrenade. Sekundärskotten bildar svagt plattade plymer bestående av 2–4 centimeter långa utstående grenar. Stambladen är ovala liksom grenbladen, de senare är något mindre och svagt kupade och har uddspetsar och grova såglika tänder i bladspetsen. Kapselskaften är 10–15 millimeter långa och kapslar har påträffats i Sverige.